# Диверсия на «Северных потоках»
Диверсия на газопроводах «Северный поток» и «Северный поток — 2» была совершена 26 сентября 2022 года на фоне полномасштабного российского вторжения на Украину, на пике газового конфликта между Россией и Евросоюзом. Это была крупнейшая атака на европейскую инфраструктуру со времен Второй мировой войны.
В результате серии взрывов в исключительных экономических зонах Дании и Швеции были разрушены обе нитки «Северного потока — 1» и одна из двух нитей «Северного потока — 2». На момент аварии прокачка газа по ним не велась: СП-1 был остановлен российской стороной, СП-2 так и не запущен.
Обстоятельства инцидента указывали на диверсию, позднее факт намеренного подрыва трубопроводов был подтверждён в ходе осмотра мест происшествия. Среди версий, получивших наибольшее распространение — причастность проукраинской группы, России или США.
Три отдельных расследования диверсии были инициированы Данией, Германией и Швецией. В феврале 2024 года правоохранительные органы Дании и Швеции прекратили расследования, поскольку дело находится вне юрисдикции их стран.

## Хронология

### Предыстория
СССР поставлял природный газ в Западную Европу с 1970-х годов, и уже тогда администрация президента США Рональда Рейгана высказывала опасения о формировании зависимости Европы от советского газа. Планы строительства газопровода из России в Германию по дну Балтийского моря появились в конце 1990-х годов и отвечали стремлению Евросоюза нарастить поставки газа для обеспечения растущего спроса. Соглашение о строительстве было подписано в 2005 году, но работы начались только в 2010 году. В ноябре 2011 года была введена в эксплуатацию первая нитка «Северного потока — 1» (СП-1), в октябре 2012 — вторая.
Решение о строительстве «Северного потока — 2» (СП-2) было принято в 2015 году — уже после аннексии Крыма и войны в Донбассе. Несмотря на критику со стороны США и стран Восточной Европы, которые опасались дальнейшего усиления зависимости европейской экономики от российского газа, немецкие канцлеры Ангела Меркель и Олаф Шольц рассчитывали, что СП-2 позволит обеспечить более низкие цены на газ, а обратная зависимость России от европейского газового рынка сделает её внешнюю политику более осторожной. Строительство началось в 2018 году и было завершено в 2021 году, но ввод газопровода в эксплуатацию откладывался на фоне растущих опасений по поводу вторжения России на Украину.
По итогу 2021 года доля российского трубопроводного газа, включая поставки по СП-1, составила около 40 % от импорта в страны ЕС, ещё 5 % приходилось на СПГ. В Германии доля российского газового импорта составляла 55 %. Несмотря на напряжённость в отношениях, России отводилась важная роль в долгосрочной энергетической стратегии ЕС, и даже после начала российско-украинской войны в 2014 году «Газпром» не затронули какие-либо санкции.
После признания Россией независимости самопровозглашённых ДНР и ЛНР Германия остановила процесс сертификации СП-2, а полномасштабное российское вторжение в Украину дало толчок газовому конфликту между Россией и ЕС. С февраля 2022 года Россия под различными предлогами сокращала поставки газа в Евросоюз, чтобы угрозой крупного энергетического кризиса вынудить европейских политиков пойти на уступки и снять часть международных санкций. 31 августа 2022 года «Газпром» полностью остановил прокачку газа про «Северному потоку — 1».

### Предшествующие события
Ещё в июне 2022 года Центральное разведывательное управление США направило ряду европейских стран «стратегическое предупреждение», что газопроводы «Северный поток» могут стать целью атаки в ходе конфликта между Россией и Украиной. Документ не содержал конкретной информации о вероятном характере, времени и месте атаки.
За неделю до взрывов, 19 сентября 2022 года, Минобороны России начало масштабные учения Балтийского флота с участием специальных судов для глубинных работ и военных водолазов, отрабатывающих задачи по предотвращению подводных диверсий. Расследование немецкого издания T-online, основанное на анализе спутниковых снимков и источников в разведслужбе, пришло к выводу, что российские военные корабли, снаряжённые для глубоководных работ, могли находиться в районе инцидента накануне взрывов: это спасательное судно «Игорь Белоусов» (несущее мини-субмарину с захватными рычагами), морские буксиры пр. 02980 СБ-123 и «Александр Фролов» с грузовыми кранами, а также гвардейский корвет «Сообразительный», сторожевой корабль «Ярослав Мудрый» и разведывательный корабль «Сызрань». Анализ спутниковых снимков, проведённый компанией SpaceKnow, независимо подтвердил присутствие в районе накануне взрывов по крайней мере двух неопознанных кораблей длиной от 95 до 130 метров — что соответствует габаритам «Игоря Белоусова» и «Ярослава Мудрого».
Накануне взрывов норвежское агентство Petroleum Safety Authority (PSA), которое следит за безопасностью нефтедобычи, зафиксировало многочисленные сообщения о перемещении неопознанных дронов или самолётов в непосредственной близости от нефтяных платформ на Норвежском континентальном шельфе. PSA предупредило операторов шельфа о повышенном риске аварий или нападений.

### Диверсии
26 сентября 2022 года в 02:03 и 19:03 по местному времени сейсмологическая станция на острове Борнхольм зафиксировала толчки, по характеристикам соответствующие подводным взрывам, мощностью 1,8 и 2,3 балла по шкале Рихтера. Информацию независимо подтвердили исследовательские центры в Германии, Швеции, Норвегии и Финляндии. Позднее шведский сейсмолог Бьорн Лунд сообщил, что характер сейсмических волн указывал на три толчка, последний из которых произошёл спустя 10 секунд после второго.
После первого толчка оператор «Северного потока — 2» зафиксировал резкое падение давления с 300 до 7 бар, после второго и третьего аналогичное изменение параметров было зафиксировано в обеих нитках «Северного потока — 1».
Истребитель F-16 ВВС Дании обнаружил утечку на СП-2 к юго-востоку от Борнхольма в исключительной экономической зоне вечером 26 сентября. В районе аварии были введены ограничения для судоходства. Спустя несколько часов после сообщений об аварии на СП-1 шведские власти обнаружили ещё три утечки — две расположенные рядом на нитке газопровода в ИЭЗ Швеции и одну — в датской.
Предположения о диверсии на газопроводах прозвучали почти сразу, поскольку подводные газопроводы ломаются очень редко, а из строя вышли обе ветки «Северного потока — 1» и одна из двух веток «Северного потока — 2». Осмотр мест утечек и найденные следы взрывчатки подтвердили предположения о намеренном подрыве газопроводов: трубы были разрушены, а на одном из участков не хватало фрагмента протяжённостью около 50 м. На месте взрывов остались воронки глубиной 3—5 метров, источники Spiegel в разведке оценили мощность каждого взрывного устройства в 500 кг в тротиловом эквиваленте. Масштаб разрушений и сложность диверсии на глубине 70—80 м однозначно указывали на причастность государства.

## Расследование
Швеция и Дания, в исключительных экономических зонах которых произошли взрывы, а также Германия начали независимые расследования. Шведские власти отказались от формирования общей расследовательской группы на базе Евроюста, мотивируя это необходимостью сохранить конфиденциальность информации, связанной с национальной безопасностью и обороной. Россия требовала участия в совместном расследовании, но получила отказ на фоне подозрений, что именно российские власти стояли за атакой на газопроводы. Премьер-министр Швеции Магдалена Андерссон отметила, что Россия может исследовать место происшествия самостоятельно, так как оно находится в международных водах.
Российские власти резко отреагировали на отказ: МИД отказался признавать итоги проведённого без её участия расследования, а пресс-секретарь президента РФ Дмитрий Песков заявил, что западные расследования направлены на возложение вины на Россию. В конце октября российская сторона начала собственное расследование инцидента.
Собеседники The Washington Post в дипломатических и разведывательных кругах в частном порядке сообщали, что к декабрю 2022 года связать атаку с конкретной страной не удалось. Издание утверждало, что даже материалы прослушки российских официальных лиц и военных, осуществлённой разведкой США, не содержали заявлений о причастности или попыток сокрытия информации о диверсии. Мнения опрошенных журналистами разделились: одни продолжали считать Россию ответственной, другие усомнились в этой версии.
К концу февраля 2023 года национальные расследования взрывов на «Северных потоках» продолжались, но власти хранили полное молчание касательно хода следствия или улик. Одной из причин этого могла быть необходимость сохранять в тайне информацию о военных технологиях, таких как системы донных датчиков или используемое оборудование, что также объясняло отказ от совместного расследования. Россия продолжила обвинять США в организации диверсии, а страны, ведущие расследования — в сокрытии улик. Также российская сторона пыталась инициировать через Совет безопасности ООН международное расследование, однако документ поддержали только Бразилия и Китай, а ряд других членов Совбеза отдельно выразили доверие национальным расследованиям.
В феврале 2024 года прокуратуры Швеции и Дании прекратили расследование взрывов на «Северных потоках», сославшись на то, что дело находится вне юрисдикции их стран.

## Версии
С самого начала рассматривались разные версии случившегося, включая причастность России, США и Украины. Спекуляции касались и способа доставки взрывчатки: кораблём, самолётом, водолазами или субмариной, и даже размещения её изнутри газопровода тем же способом, которым в просвет трубы помещают очистительный скребок. Собеседники The Washington Post в структурах ЕС подчёркивали, что российские власти имели и мотив, и технические возможности для осуществления такой диверсии. Российские официальные лица отвергали подобные предположения, а Владимир Путин в речи по случаю аннексии четырёх областей Украины обвинил в организации взрывов «англосаксов».

### Причастность Украины
Согласно расследованию Wall Street Journal со ссылкой на четырёх украинских офицеров, участвовавших в операции по подрыву газопроводов «Северный поток» и «Северный поток-2», в мае 2022 года военные Украины получили поддержку представителей бизнеса, которые должны были выделить средства на подрыв трубопровода. Куратором операции был украинский генерал ВСУ, подчинявшийся непосредственно главнокомандующему Вооружённых сил Украины Валерию Залужному. По информации четырёх источников WSJ, операция была одобрена президентом Украины Владимиром Зеленским. В течение месяца о предстоящей операции узнала голландская военная разведка, и информация была передана ЦРУ, которая попросила Зеленского отменить операцию. Президент Украины приказал отменить диверсию, однако Залужный не отказался от этой идеи. В участию в операции были привлечены лучшие украинские офицеры, уже имевшие опыт диверсий в отношении РФ. Одним из них стал Роман Червинский, в прошлом полковник СБУ. В сентябре 2022 года с помощью польского туристического агентства, созданного СБУ 10 лет назад, в Ростоке была арендована 50-футовая яхта «Андромеда». Экипаж состоял из шести человек, одним из которых была женщина, которую взяли для создания иллюзии о том, что поход яхты — морская прогулка. Первая попытка совершить диверсию состоялась 11 сентября, но была отменена по причине плохой погоды. По информации людей, информированных о ходе расследования Германии, четыре водолаза, устанавливая бомбы, начинённые октогеном, приводимые в действие при помощи таймера, работали парами. 26 сентября 2022 года три нити газопроводов были взорваны. Яхта вернулась в порт Росток за три дня до этого.
В октябре 2022 года, через несколько дней после диверсии, секретная служба Германии получила от ЦРУ второй пакет данных, содержащий подробный отчёт об операции, включая тип корабля и маршрут, по которому он шёл. Компания Google предоставила США электронные письма, при помощи которых украинский бизнесмен арендовывал яхту. Немецкие следователи провели расследование, в ходе которого на яхте «Андромеда» были найдены отпечатки пальцев, образцы ДНК членов экипажа, а также следы взрывчатого вещества. Позже были установлены номера мобильных телефонов членов экипажа, а также спутникового телефона. К ноябрю 2022 года немецкие следователи были уверены, что взрывы на Северных потоках были организованы Украиной. В июне властями Германии был выдан ордер на арест одного из членов экипажа, однако власти Польши не стали задерживать его, и он скрылся на Украине.
Валерий Залужный отрицает свою связь с диверсией.
О причастности Украины к диверсии также заявили New York Times и Washington Post.

### Причастность России
Предположения о причастности России ко взрывам на «Северных потоках» изначально основывались на наличии у страны необходимых ресурсов и мотива. Оппозиционный политик, бывший замминистра энергетики России Владимир Милов отмечал, что для достижения 100-процентной эффективности при проведении подобной операции потребовалось бы доскональное знание характеристик сверхпрочных труб, рассчитанных даже на столкновение с затонувшим кораблём; сотни килограмм или тонны водостойкой взрывчатки и специальные детонаторы, которые было бы сложно перемещать незаметно; корабль с краном, управляемым подводным аппаратом и барокамерой, и команда глубоководных водолазов, умеющих работать со взрывчатыми веществами — исключительно редких специалистов.
Расследование T-online, опубликованное в марте 2023 года, отмечало, что с 19 сентября 2022 года в Балтийском море проходили крупные учения Балтийского флота с участием специально оборудованных кораблей и 313-го отряда специального назначения по борьбе с ПДСС (подводными диверсионными силами и средствами). По публично доступным данным и спутниковым снимкам издание выяснило, что 21 сентября в районе диверсий вероятно находились с выключенными транспондерами спасательное судно СС-750, морские буксиры пр. 02980 СБ-123 и «Александр Фролов» с грузовыми кранами, гвардейский корвет «Сообразительный», сторожевой корабль «Ярослав Мудрый» и разведывательный корабль «Сызрань». Компания SpaceKnow независимо подтвердила факт нахождения неизвестных кораблей в районе данными спутниковой съёмки: «Игорь Белоусов» и «Ярослав Мудрый» совпадали по габаритам с обнаруженными ими судами.
Комментаторы подчёркивали, что на момент диверсии «Северные потоки» фактически не работали, и нормализация отношений в обозримом будущем оставалась под вопросом. Уничтожение газопроводов, не имеющих практической ценности, могло быть актом устрашения, направленным против стран ЕС и их глубоководной инфраструктуры. Вместе с тем, одна из веток СП-2 по неизвестной причине осталась нетронутой, и уже несколько дней спустя вице-премьер Александр Новак предложил ЕС сертифицировать СП-2, чтобы сохранить возможность покупки российского газа. Милов отмечал, что взрывы на газопроводах произошли на фоне украинского контрнаступления в Херсонской области, которое толкнуло Владимира Путина на ряд эмоциональных решений, таких как объявление мобилизации, референдумы и последующая аннексия территорий Украины, угрозы применения ядерного оружия и беспрецедентные обстрелы критической гражданской инфраструктуры.
По сообщению американского издания Politico и датского издания Dagbladet Information, 22 сентября 2022 года датский патрульный катер «P524 Nymfen» обнаружил российское судно-носитель «СС-750» с глубоководным аппаратом «АС-26» над трассой газопровода «Северный поток» в месте, где через четыре дня произошёл взрыв. Было сделано 26 фотографий российского судна в этом месте. Шведский прокурор Матс Юнгквист подтвердил существование снимков российского судна SS-750 с оборудованием для подводных операций вблизи от «Северных потоков».
Согласно расследованию четырёх общественных вещательных компаний стран Северной Европы — шведской SVT, датской DR, норвежской NRK и финской Yle — корабли Военно-морского флота России, способные проводить подводные операции, проявили необычную активность непосредственно близи газопроводов «Северный поток» в Балтийском море, где произошёл взрыв. Несколько российских кораблей посещали этот район за несколько месяцев до взрыва, а ещё один — за несколько дней до диверсии на газопроводах. По словам журналистов, они получили эти данные с помощью перехвата радиопереговоров ВМФ России.

### Причастность США
8 февраля 2023 года американский экс-журналист Сеймур Херш опубликовал через сервис рассылок Substack материал, в котором возложил ответственность за атаки на руководство США и стран НАТО. Со ссылкой на единственный анонимный источник Херш утверждал, что план подрыва «Северных потоков» был разработан ЦРУ в 2021 году по приказу Джо Байдена в качестве меры противодействия России. Дания и Швеция были проинформированы, а Норвегия якобы принимала участие в операции. Мотивы норвежских властей Херш объяснил работой премьер-министра страны Йенса Столтенберга на американскую разведку с подросткового возраста и желанием нарастить экспорт собственного газа взамен российского. Херш утверждал, что норвежские ВМС выбрали участки для диверсии, водолазы ВМС США разместили взрывчатку под прикрытием учений Baltops 22 в июне 2022 года. Детонация, утверждал Херш, была проведена с помощью гидроакустического буя, сброшенного с самолёта Boeing P-8 Poseidon норвежских ВМС.
Проверка фактов выявила многочисленные нестыковки, сомнительные утверждения и фактические ошибки. OSINT-специалисты не обнаружили в районе «Северных потоков» во время учений минных тральщиков класса Alta, с одного из которых якобы спускались диверсанты. Упомянутый Хершем P-8 появился в районе после взрывов и принадлежал ВВС США, а не Норвегии, которая на тот момент эксплуатировала более старый Lockheed P-3 Orion.
Текст Херша нарушал этику и стандарты журналистских расследований, поскольку опирался на единственный анонимный источник с неясной мотивацией и не содержал попыток независимо проверить его слова. Херш и ранее распространял теории заговора со ссылками на анонимные источники. Он предложил целую альтернативную версию смерти Усамы бен Ладена, бездоказательно обвинял правительства США и Саудовской Аравии в финансировании террористической организации «Фатх аль-Ислам», отрицал использование режимом Асада химического оружия, причастность России к отравлению Скрипалей и т. д. Из-за сомнительных заявлений с Хершем перестали сотрудничать крупные западные СМИ, но его начали приглашать на RT.
Некоторые крупные западные СМИ проигнорировали материал, другие опубликовали краткие сообщения. Власти США и Норвегии назвали утверждения Херша ложными. Российское руководство и пропагандисты подхватили версию Херша как окончательно подтверждающую вину США. Представитель российского МИДа Мария Захарова призвала страны НАТО провести экстренное заседание для обсуждения выводов Херша.

### Причастность Великобритании
3 ноября 2022 года глава Совета безопасности России Николай Патрушев выступил с обвинениями в адрес Великобритании. Основанием стал подхваченный российской пропагандой твит предпринимателя Кима Доткома о сообщении со словами it’s done, которое премьер-министр Соединённого королевства Лиз Трасс якобы отправила госсекретарю США Энтони Блинкену после взрывов.
Дотком, ожидающий экстрадиции в США по обвинениям в вымогательстве и онлайн-пиратстве, а ранее обвинённый в Германии и Таиланде во взломе, шпионаже и продаже краденых телефонных номеров, известен приверженностью теориям заговора и продвижением пророссийской повестки. Он, например, утверждал, что война на Украине была спровоцирована США, а также обвинял американские власти в цензуре после блокировки телеканала RT.
Журналисты Daily Mail отмечали, что взлом телефона Трасс был обнаружен в ходе летней предвыборной кампании, после чего аппарат был помещён в охраняемый правительственный сейф. Таким образом, премьер-министр не могла бы получить к нему доступ для отправки сообщения в сентябре.

### Неизвестная проукраинская группа
В начале марта 2023 года The New York Times, а также немецкие Die Zeit, ARD и SWR сообщили о возможной причастности ко взрыву газопроводов неизвестной проукраинской группы. По информации NYT, версия о причастности к атаке противников Владимира Путина, не связанных с украинским руководством, была представлена в свежем докладе разведки. Немецкие издания со ссылкой на материалы расследования сообщили, что 6—8 сентября в районе взрывов побывала 15-метровая яхта с неизвестным грузом, арендованная польской компанией, принадлежащая двум украинцам. В операции якобы участвовали 6 человек. По их данным, судно было возвращено владельцу неубранным, а на столе в каюте следователи обнаружили следы взрывчатки. Однако информация о заказчиках и исполнителях диверсии отсутствовала. The Times утверждал, что имя заказчика и спонсора атаки известно западным разведкам: якобы это украинец, не связанный с руководством страны.
Владимир Путин в выступлении 14 марта 2023 года назвал версию о проукраинских диверсантах нонсенсом, указав на высокую сложность операции, ресурсы для проведения которой могли быть только у государства. Bild также охарактеризовал версию об использовании яхты как неубедительную: судно было слишком мало и не имело необходимого для операции оборудования. Также остался открытым вопрос, как предполагаемые диверсанты провезли бы через Европу огромное количество специальной взрывчатки из военных резервов, оставшись вне поля зрения правоохранителей и разведок. Министр обороны ФРГ Борис Писториус предостерёг от поспешных выводов, подчеркнув, что могла иметь место операция под чужим флагом с целью связать атаку с Украиной. Польские спецслужбы, сотрудничающие с немецкой разведкой, однозначно утверждали, что арендаторы яхты в действительности были не украинцами, а гражданами РФ.
В июне 2024 года федеральный генеральный прокурор Германии получил от офиса генерального прокурора Швейцарии европейский ордер на арест одного из подозреваемых — украинского инструктора по дайвингу. Владельцев школы, где тот предположительно ранее преподавал, немецкие расследователи считали соучастниками, однако об ограничительных мерах в отношении них журналистам не было известно. В свою защиту они утверждали, что в момент диверсии находились в отпуске в Болгарии и не были знакомы с первым подозреваемым.
Немецкий эксперт по подводным работам Свен Томас в эфире Bild оспорил версию о подрыве газопроводов неизвестной проукраинской группой. По его мнению, для проведения такой операции нужна не одна яхта, но и несколько дополнительных судов. А также стационарная платформа с кранами, системой якорей и балластом, вес которого должен составлять не менее одной тонны .

## Последствия

### Экономические
В результате разрушения газопроводов «Газпром» потерял находившийся в трубах газ на сумму примерно 300 млн долларов и треть всего экспортного потенциала в страны дальнего зарубежья. Однако следует учесть, что СП-1 и СП-2 утратили своё значение в результате газового конфликта между Россией и ЕС и отказа стран ЕС от российского газа.
Отдельным вопросом стали перспективы восстановления газопровода после взрывов и коррозии, которую вызвала морская вода. Стоимость возможных потерь операторов газопроводов Nord Stream AG и Nord Stream 2 AG в случае, если газопроводы не будут восстановлены, оценивалась в 17 млрд евро (7,4 млрд вложенных в СП-1 и 9,5 — в СП-2). Официальных заявлений о планах ремонта газопроводов не было, но приблизительные оценки его стоимости, озвученные анонимными источниками, начинались от 500 млн долларов.
Немецкие E.ON и intershall Dea, которым принадлежало по 15,5 % в Nord Stream AG, списали свои инвестиции из-за невозможности оценить сроки и затраты на восстановление. В марте 2023 года Reuters со ссылкой на информированные источники сообщил, что российские власти страны планируют законсервировать трубы, но фактически считают проект «похороненным» и в обозримом будущем не планируют проводить ремонт. Munich Re и Allianz, входящие в страховой консорциум, обслуживающий интересы европейских акционеров СП-1, отказались от продления контракта по его истечении.
В 2024 года оператор Nord Stream AG подал иск в выплате за повреждения в страховые компании Lloyd’s of London и Arch Insurance. По информации Financial Times и Reuters сумма претензий составляет около €400 млн. В документах говорилось, что, по «предварительной и высокоуровневой» оценке Nord Stream, на удаление воды из веток, проведение ремонта, замену потерянного газа и стабилизацию работы трубопроводов потребуется от €1,2 до €1,35 млрд. Страховщики отказались от выплаты компенсации операторам газоппровода, поскольку действующие страховые контракты не покрывали повреждения, полученные из-за войны, боевых действий, взрывчатки, оружия, а также в результате действий, совершённых злонамеренно или по политическим мотивам.

### Экологические
Программа ООН по окружающей среде на основе многочисленных симуляций, проведённых учёными, и наблюдений Немецкого центра авиации и космонавтики пришла к выводу, что масштабы выброса метана в результате взрывов составили от 75 до 23 килотонн. Это крупнейший зафиксированный выброс метана, составляющий до 32 % годовых выбросов Дании, но несущественный в масштабе планеты — столько же производит мировая нефтегазовая промышленность в день, подсчитало Международное энергетическое агентство. Замеры, проведённые при участии исследователей из Гётеборгского университета в начале 2023 года, показали концентрацию метана в воде в пределах нормы. Не было выявлено долгосрочных последствий повышения концентрации метана для экосистемы.
Большую угрозу для морских обитателей в районе острова Борнхольм — балтийской трески, находящейся под угрозой вымирания балтийской морской свиньи и тюленей — представляли непосредственно взрывы. Животные в радиусе до 4 км могли погибнуть от взрывной волны, в радиусе до 50 км — получить временные или постоянные нарушения слуха. Взрывы подняли со дна до 250 метрических тонн загрязнённых материалов, в том числе компоненты химического оружия, захороненные в этом районе после Второй мировой войны, и токсичный для репродуктивной системы рыб трибутилин. При этом учёные не обнаружили долгосрочных последствий загрязнения воды компонентами взрывчатки, использованной для разрушения газопроводов.

### Вопросы безопасности
Преднамеренные подрывы трубопроводов вызвали опасения Евросоюза о безопасности других инфраструктурных объектов в Балтийском море — норвежских трубопроводов (обеспечивающих почти 22 % потребления стран ЕС) и местного газопровода Balticconnector (связывающего Финляндию с системой Балтии и единственным на четыре страны подземным газохранилищем в Инчукалнсе). Источники The Washington Post также отмечали обеспокоенность стран ЕС безопасностью магистральных коммуникационных кабелей.
В феврале 2023 года Служба общей разведки и безопасности Нидерландов предупредила, что Россия занимается шпионажем в Северном море и, возможно, ведёт подготовку диверсий, и призвала операторов объектов морской инфраструктуры усилить меры безопасности.